# Drosophila neopicta
Drosophila neopicta är en tvåvingeart som beskrevs av Elmo Hardy och Kenneth Y. Kaneshiro 1968. Drosophila neopicta ingår i släktet Drosophila och familjen daggflugor.
Artens utbredningsområde är Hawaii.